# Paederus abdominalis
El escarabajo errante (Paederus abdominalis) es un coleóptero de la familia de los estafilínidos, nativo de Kenia.

## Descripción
Mide 11 a 12 mm de longitud. Brillante, cabeza negra; antenas anaranjadas y rojas; elitros azules; tórax y abdomen rojos; patas anaranjadas y rojas con el vértice femoral negro.